# Dommartin-lès-Remiremont
Dommartin-lès-Remiremont település Franciaországban, Vosges megyében. Lakosainak száma 1900 fő (2022. január 1.). Dommartin-lès-Remiremont Rupt-sur-Moselle, Saint-Amé, Saint-Étienne-lès-Remiremont, Le Syndicat, Vagney, Vecoux és Girmont-Val-d’Ajol községekkel határos.

## Népesség
A település népességének változása:
| Lakosok száma | 1835 | 1892 | 1945 | 1894 | 1895 | 1882 | 1879 | 1880 | 1900 |
|               | 2013 | 2015 | 2016 | 2017 | 2018 | 2019 | 2020 | 2021 | 2022 |